# Peter Wolkow
Peter Wolkow (* in Kolberg; † 27. Mai 1516 in Lübeck) war 1506–1508 Dompropst von Schwerin und von 1508 bis 1516 letzter Bischof von Schwerin.

## Leben
Der letzte Bischof im Schweriner Bistum war nach einer längeren Administrationszeit ein aus einfachen Verhältnissen stammender mit gediegener Bildung ausgestatteter Peter Wolkow als Dompropst von Schwerin.
Peter Wolkow stammte aus Kolberg und wurde am 10. September 1474 an der Rostocker Universität immatrikuliert Petrus Wolkow de Kolberga und erwarb 1477 die Würde eines Bakkalaureus Artium.
Seit 1496 war Peter Wolkow in Rom tätig. Wie aus einer Päpstlichen Bulle von 1506 zu entnehmen, bekleidete er bei Papst Julius II. die Stelle eines Litterarum Apostolicarum scriptor et abbreviator und wurde der Päpstlichen Familie zugerechnet. Auch die mecklenburgischen Herzöge schätzten ihn als versierten Rat und Prokurator bei den verschiedensten Gelegenheiten und Anlässen, so 1500 in Rom bei der päpstlichen Approbation für die Gründung des Augustiner-Eremitenklosters in Sternberg. Herzog Magnus II. selbst muss zu diesem Zeitpunkt den Güstrower Propst Peter Wolkow als Anwalt beauftragt haben, denn schon am 19. September 1500 gab der Papst Alexander VI. seine Einwilligung.
Auch die Reihe kirchlicher Würden, die dem späteren Bischof mit der Zeit verliehen wurden, waren ziemlich umfangreich. So war er 1504 Propst des Stiftskapitels in Güstrow sowie Archidiakon von Tribsees und Parchim. Weiter war er Kanonikus und Präbendar in Ratzeburg und Inhaber verschiedener Pfründen im Bistum Schleswig. Bis zur Erhebung bischöflicher Würde war er ab 1506 Kanonikus und bis 1508 Dompropst zu Schwerin.
Die Nachricht von seiner Wahl zum Bischof durch das Schweriner Domkapitel am 11. Dezember 1507 erreichte den Elekten in Rom, von wo er dann bald nach Mecklenburg zurückkehrte. Wann und durch wen die Bischofsweihe gespendet wurde, ist nicht bekannt. Die Bischofsweihe muss aber vor dem 30. Mai 1508 geschehen sein, denn an diesem Tag hielt Bischof Peter einen solen Einzug in Stralsund, wo er mehrere bischöfliche Amtshandlungen vollzog. Es waren die Weihe eines Glockenturms und sechs Altäre in der Marienkirche und zwei Altäre in St. Nikolai und St. Jakobi. Im Brigittenkloster Marienkrone krönte Bischof Peter 14 jungkfrowen vnd 12 presters vnd broders in einer feierlichen Zeremonie, die dem Brigittenorden eigen war. Denn zur Ordenstracht der Brigitten des Doppelklosters gehörte eine Krone. Die 12 Priester und Brüder dürften wohl zu dieser feierlichen Profess-Ablegung der Ordensgelübde zugelassen worden sein. Wie schon hundert Jahre früher, kam es auch zu Bischof Peters Zeiten zwischen den Stralsunder Patriziersöhnen und der Geistlichkeit zu blutigen Auseinandersetzungen, bei denen 1513 auch der Archidiakon und Prälat Reimar Hahn verletzt wurde. Hier musste die Stadt Stralsund nachgeben. Beim Visitations- und Jurisdiktionsstreit mit dem Brigittenkloster, in welchem Bischof Peter Wolkow mit harten Strafmaßnahmen sein vermeintliches Recht behaupten wollte, kam es erst nach päpstlichen Einschreiten aus Rom zur Schlichtung.
Hatte Bischof Peter Wolkow 1500 noch die Zulassung des Sternberger Augustiner-Eremitenkonvents in Rom erfolgreich durchgesetzt, stellte er sich 1514, ohne zu zögern, auf die Seite des mit Urfehde belegten Sternberger Schulmeisters Andreas Libory und belegte das Kloster mit einem Kirchenbann. Nachdem der Generalvikar der Augustiner-Observanten Johann von Staupitz beim bischöflichen Stuhl interveniert hatte, hob Bischof Wolkow am 10. September 1514 den Kirchenbann auf.
Neben dem bestehenden guten Verhältnis zum Fürstenhaus wahrte der Bischof die Eigenständigkeit seines Bistumslandes auch der weltlichen Macht gegenüber. Ein besonderes Entgegenkommen zeigte er gegenüber den immer in Geldnot lebenden Fürsten mit der freiwilligen Gewährung eines Schutzgeldes auf Lebenszeit. Auch für das Domkapitel wurde am 20. März 1515 ein Kaiserlicher Schutzbrief erwirkt.
Im Mai 1516 erkrankte Bischof Peter anlässlich eines Besuches in Lübeck, errichtete noch am 23. Mai 1516 sein Testament, zu dessen Exekutoren er die bischöflichen Amtsbrüder von Lübeck und Cammin bestimmte. Am 27. Mai starb er in Lübeck, sein Leichnam wurde am 29. Mai nach Schwerin überführt und im Chor des Domes beigesetzt. Ein Grabstein oder Epitaph ist ihm nicht gesetzt worden.
Bischof Peter Wolkow war als Mann von großer Frömmigkeit, Gelehrsamkeit und Gewandtheit der letzte Bischof vor der Reformation, der diesen Titel im Bistum Schwerin geführt hatte.

## Siegel
Bischof Petrus führte in einem runden Siegel ein Marienbild in einer vielfach verzierten Glorie über zwei Füllhörnern. Darunter steht ein vierfach geteilter Schild, auf welchem in zwei und zwei entgegengesetzten Feldern das bischöfliche in der ersten und vierten Stelle und sein Familienwappen in der zweiten und dritten Stelle abwechselt. Sein Familienwappen ist dreimal quergeteilt und hat im unteren Drittel eine Rose, im mittleren Drittel drei rechte Sparren und zum oberen Drittel ein leeres Schildeshaupt.
Die Umschrift lautet: PETRVS WOLKOW. EPS. SWERINENSIS.
Weiter sind zwei runde Ringsiegel mit Brustbild der Gottesmutter und Jesuskind, unten mit Wappenschild und Bischofsstab von ihm bekannt. Ein Abdruck vom Ringsiegel befindet sich auf einer Urkunde im Königlichen Geheimarchiv (Rigsarkivet) zu Kopenhagen.

### Gedruckte Quellen
- Mecklenburgische Jahrbücher (MJB)

### Ungedruckte Quellen
- Landeshauptarchiv Schwerin (LHAS)
  - LHAS 2.12-3/1 Bistum Schwerin.
- Urkundenbuch des Bistums Lübeck (UBBL)